# Paolo Mietto
Dom Paolo Mietto CSJ (Pádua, 26 de maio de 1934 – Quito, 25 de maio de 2020) foi prelado italiano da Igreja Católica Romana afiliado à Congregação de São José. Dom Paolo foi o superior geral da mesma de 1982 e 1994, quando foi elevado ao episcopado e nomeado vigário apostólico coadjutor de Napo, no Equador, sucedendo como ordinário em 1996. Governou o vicariato até 2010, quando renunciou por força da idade. Entre 2012 e 2013, ao ser nomeado administrador apostólico do Vicariato Apostólico de San Miguel de Sucumbíos, vizinho de Napo, que passava por uma crise pastoral.
Dom Paolo foi um dos grandes impulsionadores para a fundação da Rede Eclesial Pan-Amazônica, organismo eclesial, nascido em setembro de 2014, que se propõe a promover, de forma articulada, a ação desenvolvida pela Igreja Católica no território amazônico, atualizando e especificando opções apostólicas conjuntas integradas no marco da doutrina e das orientações da Igreja.

## Biografia
Dom Paolo nasceu em Pádua, Itália, filho de Vittorio Mietto e Maria Boarin, os quais muito cedo deixaram órfãos ele e sua irmã Giovanna. Foi batizado na Paróquia de Santa Cruz, em Pádua, em 15 de junho de 1934.
Fez o postulantado em Ponte di Piave depois de passar alguns anos no colégio josefino Camerini Rossi, em Pádua, como colegial, e em Montecchio Maggiore, na escola apostólica como aspirante. Em 7 de outubro de 1951, entrou no noviciado da Congregação de São José em Vigone, Turim; ali fez a sua primeira profissão a 8 de outubro de 1952. De 1952 a 1955, frequentou a escola secundária em Ponte di Piave, Treviso. Em seguida, voltou ao colégio Camerini Rossi, de 1955 a 1958, como magisterante.
Estudou filosofia e teologia em vista do sacerdócio no Instituto São Pedro, em Viterbo, de 1958 a 1963. Fez sua profissão perpétua na Congregação de São José em 9 de novembro de 1958, em Viterbo. Foi ordenado subdiácono em 11 de novembro de 1962, diácono em 2 de dezembro de 1962, em, finalmente, recebeu o presbiterado em 30 de março de 1963, em Viterbo.
De 1963 a 1966, esteve em Roma, quer na comunidade da Procura, na Via Etruschi 7, quer na Paróquia de São Pio X na Via Etruschi 36, como aluno de teologia moral na Academia Afonsiana, onde obteve o doutoramento em teologia moral. No ano acadêmico 1966-1967, esteve em Bruxelas, Bélgica, para um curso de catequese e pastoral no Centro Internacional Lumen Vitae.
De volta a Viterbo, exerceu os cargos de professor de teologia moral no Instituto São Pedro (1967-1982), diretor e padre-mestre dos noviços no Instituto São José Artesão (1972-1976), diretor e padre-mestre dos teólogos do Instituto São Pedro (1976-1982), além de conselheiro geral da congregação.
Em julho de 1982, foi eleito superior geral da Congregação de São José, sendo reeleito para outro sexênio no cargo, em 1988.
Em 8 de setembro de 1994, o Papa João Paulo II, nomeou-o bispo-coadjutor de Dom Julio Parise Loro, CSJ, para o Vicariato Apostólico de Napo, no Equador, preconizado com a sé titular de Muzuca de Bizacena. Sua ordenação episcopal se deu em 22 de outubro seguinte na Igreja Paroquial de Santa Maria Imaculada e São João Berchmans, pelas mãos do cardeal Dom Jozef Tomko, prefeito da Congregação para a Evangelização dos Povos, tendo o arcebispo Dom Francisco Javier Errázuriz Ossa, ISch, então secretário da Congregação para os Institutos de Vida Consagrada e Sociedades de Vida Apostólica, e Dom Julio Pairise como co-consagrantes. Em 25 de novembro, apresentou-se oficialmente em Tena, capital do vicariato.
Dom Paolo foi o responsável pelo vicariato de 3 de agosto de 1996 a 10 de junho de 2010, quando foi afastado por atingir a idade máxima prevista no Direito Canônico para permanência no cargo. Ele foi o oficiante na consagração episcopal de seu sucessor, seu confrade Celmo Lazzari, em 9 de outubro de 2010, na cidade de Garibaldi, no Brasil, e do sucessor deste, Dom Adelio Pasqualotto, em 7 de março de 2015, em Tena.
De 7 de março de 2012 a 21 de novembro de 2013, Dom Paolo foi administrador apostólico do Vicariato Apostólico de San Miguel de Sucumbíos. Foi nomeado pelo Papa Bento XVI após a crise que se instalara naquele vicariato entre o fim de 2010 e o início de 2011, após a renúncia do então bispo Dom Frei Gonzalo López Marañón, OCD. Este questionou a nomeação do Pe. Rafael Ibarguren Schindler, um membro dos Arautos do Evangelho, como seu sucessor na qualidade de administrador apostólico. As tensões causaram enfrentamentos entre os fiéis e a Santa Sé e medidas de força como o fechamento de alguns templos e a ocupação da Catedral de Nueva Loja. Os carmelitas anunciaram sua retirada do vicariato e os Arautos colocaram o cargo de Pe. Rafael à disposição das autoridades eclesiásticas. Nessas condições, Dom Paolo assumiu o governo provisório daquele vicariato, passando novamente para as mãos de Dom Celmo Lazzari, que para lá foi transferido pelo Papa Francisco, colocando um ponto final à crise pastoral.
Dom Paolo então retornou a Tena, onde residiu até o fim de 2016. Desde então, era um convidado no asilo para idosos em Archidona, na Espanha. Viveu seus últimos anos na casa provincial dos Josefinos de Murialdo em Quito, no Equador. Aí faleceu às vésperas de seu 86º aniversário natalício. Devido à emergência sanitária causada pela pandemia de covid-19, seu corpo foi cremado e seus restos mortais sepultados na Catedral de Tena.